# Вја деј Кампи (Модена)
Вја деј Кампи је насеље у Италији у округу Модена, региону Емилија-Ромања.
Према процени из 2011. у насељу је живело 20 становника. Насеље се налази на надморској висини од 64 м.